# Judo aux Jeux olympiques d'été de 2020 - Par équipes
Pour un article plus général, voir Judo aux Jeux olympiques d'été de 2020.
Navigation
Paris 2024
L'épreuve par équipe mixte en judo des Jeux olympiques d'été de 2020 a lieu le 31 juillet dans la Nippon Budōkan de Tokyo.
C'est la première fois que cette épreuve est inscrit au programme olympique, ce type de compétition en équipe mixte est présente aux championnats du monde depuis 2017.
Afin de se qualifier pour la compétition, un comité devait avoir des concurrents individuels dans chacun des six groupes de divisions :
- Tiers inférieur des hommes (super-léger, mi-léger ou léger)
- Tiers médian des hommes (léger, mi-moyen ou poids moyen)
- Tiers supérieur masculin (poids moyen, mi-lourd ou poids lourd)
- Tiers inférieur féminin (super-léger, semi-léger ou léger)
- Tiers médian féminin (léger, mi-moyen ou poids moyen)
- Tiers supérieur féminin (poids moyen, mi-lourd ou poids lourd)

## Médaillés
| Or | Argent | Bronze |
| France Clarisse Agbegnenou Axel Clerget Romane Dicko Teddy Riner Sarah-Léonie Cysique Guillaume Chaine Margaux Pinot Amandine Buchard Alexandre Iddir Kilian Le Blouch Madeleine Malonga | Japon Chizuru Arai Shoichiro Mukai Akira Sone Aaron Wolf Tsukasa Yoshida Shohei Ōno Uta Abe Hifumi Abe Shori Hamada Hisayoshi Harasawa Takanori Nagase Miku Tashiro | Allemagne Giovanna Scoccimarro Dominic Ressel Anna-Maria Wagner Karl-Richard Frey Theresa Stoll Sebastian Seidl Johannes Frey Jasmin Grabowski Martyna Trajdos Eduard Trippel Igor Wandtke Katharina Menz |
| France Clarisse Agbegnenou Axel Clerget Romane Dicko Teddy Riner Sarah-Léonie Cysique Guillaume Chaine Margaux Pinot Amandine Buchard Alexandre Iddir Kilian Le Blouch Madeleine Malonga | Japon Chizuru Arai Shoichiro Mukai Akira Sone Aaron Wolf Tsukasa Yoshida Shohei Ōno Uta Abe Hifumi Abe Shori Hamada Hisayoshi Harasawa Takanori Nagase Miku Tashiro | Israël Gili Sharir Sagi Muki Raz Hershko Peter Paltchik Timna Nelson-Levy Tohar Butbul Or Sasson Li Kochman Inbar Lanir Shira Rishony Baruch Shmailov                                                     |

1. 1 2 3 4 5 6 7 8 9 10 11  Combat lors de l'épreuve mixte mais ne combat pas en finale/match pour la médaille de bronze

En italique, judokas médaillés membres de l'équipe mixte mais n'ayant pas combattu.

## Résultats

### Tour principal
|  | Huitièmes de finale           | Huitièmes de finale |     |        | Quarts de finale | Quarts de finale |  |  | Demi-finales | Demi-finales |  |  | Finale | Finale |
|  | ----------------------------- | ------------------- | --- | ------ | ---------------- | ---------------- |  |  | ------------ | ------------ |  |  | ------ | ------ |
|  |                               |                     |     |        |                  |                  |  |  |              |              |  |  |        |        |
|  |                               |                     |     |        |                  |                  |  |  |              |              |  |  |        |        |
|  |                               |                     |     |        |                  |                  |  |  |              |              |  |  |        |        |
|  |                               |                     |     |        |                  |                  |  |  |              |              |  |  |        |        |
|  |                               |                     |     |        |                  |                  |  |  |              |              |  |  |        |        |
|  |                               |                     |     |        |                  |                  |  |  |              |              |  |  |        |        |
|  |                               | Japon               | 4   |        |                  |                  |  |  |              |              |  |  |        |        |
|  |                               |                     | 4   |        |                  |                  |  |  |              |              |  |  |        |        |
|  |                               | Allemagne           | 2   |        |                  |                  |  |  |              |              |  |  |        |        |
|  | Allemagne                     | Allemagne           | 2   | 4      |                  |                  |  |  |              |              |  |  |        |        |
|  | Allemagne                     |                     |     | 4      |                  |                  |  |  |              |              |  |  |        |        |
|  | Équipe olympique des réfugiés | 0                   |     |        |                  |                  |  |  |              |              |  |  |        |        |
|  | Équipe olympique des réfugiés | 0                   |     | Japon  | 4                |                  |  |  |              |              |  |  |        |        |
|  |                               |                     |     | Japon  | 4                |                  |  |  |              |              |  |  |        |        |
|  |                               |                     | ROC | 0      |                  |                  |  |  |              |              |  |  |        |        |
|  |                               |                     | ROC | 0      |                  |                  |  |  |              |              |  |  |        |        |
|  |                               |                     |     |        |                  |                  |  |  |              |              |  |  |        |        |
|  |                               |                     |     |        |                  |                  |  |  |              |              |  |  |        |        |
|  |                               | ROC                 | 4   |        |                  |                  |  |  |              |              |  |  |        |        |
|  |                               |                     | 4   |        |                  |                  |  |  |              |              |  |  |        |        |
|  |                               | Mongolie            | 2   |        |                  |                  |  |  |              |              |  |  |        |        |
|  | Mongolie                      | Mongolie            | 2   | 4      |                  |                  |  |  |              |              |  |  |        |        |
|  | Mongolie                      |                     |     | 4      |                  |                  |  |  |              |              |  |  |        |        |
|  | Corée du Sud                  | 1                   |     |        |                  |                  |  |  |              |              |  |  |        |        |
|  | Corée du Sud                  | 1                   |     | Japon  | 1                |                  |  |  |              |              |  |  |        |        |
|  |                               |                     |     | Japon  | 1                |                  |  |  |              |              |  |  |        |        |
|  |                               | France              | 4   |        |                  |                  |  |  |              |              |  |  |        |        |
|  |                               | France              | 4   |        |                  |                  |  |  |              |              |  |  |        |        |
|  |                               |                     |     |        |                  |                  |  |  |              |              |  |  |        |        |
|  |                               |                     |     |        |                  |                  |  |  |              |              |  |  |        |        |
|  | France                        | 4                   |     |        |                  |                  |  |  |              |              |  |  |        |        |
|  | France                        | 4                   |     |        |                  |                  |  |  |              |              |  |  |        |        |
|  |                               | Israël              | 3   |        |                  |                  |  |  |              |              |  |  |        |        |
|  | Italie                        | Israël              | 3   | 3      |                  |                  |  |  |              |              |  |  |        |        |
|  | Italie                        |                     |     | 3      |                  |                  |  |  |              |              |  |  |        |        |
|  | Israël                        | 4                   |     |        |                  |                  |  |  |              |              |  |  |        |        |
|  | Israël                        | 4                   |     | France | 4                |                  |  |  |              |              |  |  |        |        |
|  |                               |                     |     | France | 4                |                  |  |  |              |              |  |  |        |        |
|  |                               | Pays-Bas            | 0   |        |                  |                  |  |  |              |              |  |  |        |        |
|  |                               | Pays-Bas            | 0   |        |                  |                  |  |  |              |              |  |  |        |        |
|  |                               |                     |     |        |                  |                  |  |  |              |              |  |  |        |        |
|  |                               |                     |     |        |                  |                  |  |  |              |              |  |  |        |        |
|  | Brésil                        | 2                   |     |        |                  |                  |  |  |              |              |  |  |        |        |
|  | Brésil                        | 2                   |     |        |                  |                  |  |  |              |              |  |  |        |        |
|  |                               | Pays-Bas            | 4   |        |                  |                  |  |  |              |              |  |  |        |        |
|  | Pays-Bas                      | Pays-Bas            | 4   | 4      |                  |                  |  |  |              |              |  |  |        |        |
|  | Pays-Bas                      |                     |     |        |                  |                  |  |  |              |              |  |  |        |        |
|  | Ouzbékistan                   | 3                   |     |        |                  |                  |  |  |              |              |  |  |        |        |
|  | Ouzbékistan                   | 3                   |     |        |                  |                  |  |  |              |              |  |  |        |        |

### Phase de repêchage
|  | Repêchage | Repêchage | Repêchage |  |  | Finale pour la médaille de bronze | Finale pour la médaille de bronze | Finale pour la médaille de bronze |
|  |           |           |           |  |  |                                   |                                   |                                   |
|  | Allemagne | Allemagne | 4         |  |  |                                   |                                   |                                   |
|  | Mongolie  | Mongolie  | 2         |  |  | Allemagne                         | Allemagne                         | 4                                 |
|  |           |           |           |  |  | Pays-Bas                          | Pays-Bas                          | 2                                 |
|  |           |           |           |  |  |                                   |                                   |                                   |
|  |           |           |           |  |  |                                   |                                   |                                   |
|  |           |           |           |  |  |                                   |                                   |                                   |
|  |           |           |           |  |  |                                   |                                   |                                   |

|  | Repêchage | Repêchage | Repêchage |  |  | Finale pour la médaille de bronze | Finale pour la médaille de bronze | Finale pour la médaille de bronze |
|  |           |           |           |  |  |                                   |                                   |                                   |
|  | Israël    | Israël    | 4         |  |  |                                   |                                   |                                   |
|  | Brésil    | Brésil    | 2         |  |  | Israël                            | Israël                            | 4                                 |
|  |           |           |           |  |  | ROC                               | ROC                               | 1                                 |
|  |           |           |           |  |  |                                   |                                   |                                   |
|  |           |           |           |  |  |                                   |                                   |                                   |
|  |           |           |           |  |  |                                   |                                   |                                   |
|  |           |           |           |  |  |                                   |                                   |                                   |

## Matches

### Premier tour
| Catégorie      | Allemagne        | Résultat | Équipe olympique des réfugiés | Score |
| -------------- | ---------------- | -------- | ----------------------------- | ----- |
| Hommes +90 kg  | Johannes Frey    | 10 – 00  | Javad Mahjoub                 | 1 – 0 |
| Femmes –57 kg  | Theresa Stoll    | 10 – 00  | Sanda Aldass                  | 2 – 0 |
| Hommes –73 kg  | Igor Wandtke     | 10 – 00  | Ahmad Alikaj                  | 3 – 0 |
| Femmes –70 kg  | Martyna Trajdos  | 10 – 00  | Muna Dahouk                   | 4 – 0 |
| Hommes –90 kg  | Dominic Ressel   | —        | Popole Misenga                | —     |
| Femmes +70 kg  | Jasmin Grabowski | —        | Nigara Shaheen                | —     |
| Fiche du match |                  |          |                               |       |

| Catégorie      | Mongolie                  | Résultat | Corée du Sud   | Score |
| -------------- | ------------------------- | -------- | -------------- | ----- |
| Hommes +90 kg  | Ölziibayaryn Düürenbayar  | 00 – 10  | Kim Min-jong   | 0 – 1 |
| Femmes –57 kg  | Dorjsürengiin Sumiyaa     | 01 – 00  | Kim Ji-su      | 1 – 1 |
| Hommes –73 kg  | Tsend-Ochiryn Tsogtbaatar | 10 – 00  | An Chang-rim   | 2 – 1 |
| Femmes –70 kg  | Boldyn Gankhaich          | 01 – 00  | Kim Seong-yeon | 3 – 1 |
| Hommes –90 kg  | Gantulgyn Altanbagana     | 10 – 00  | Gwak Dong-han  | 4 – 1 |
| Femmes +70 kg  | Otgony Mönkhtsetseg       | —        | Han Mi-jin     | —     |
| Fiche du match |                           |          |                |       |

| Catégorie      | Italie            | Résultat | Israël            | Score |
| -------------- | ----------------- | -------- | ----------------- | ----- |
| Hommes +90 kg  | Nicholas Mungai   | 00 – 10  | Peter Paltchik    | 0 – 1 |
| Femmes –57 kg  | Odette Giuffrida  | 01 – 00  | Timna Nelson-Levy | 1 – 1 |
| Hommes –73 kg  | Fabio Basile      | 01 – 00  | Tohar Butbul      | 2 – 1 |
| Femmes –70 kg  | Maria Centracchio | 00 – 10  | Gili Sharir       | 2 – 2 |
| Hommes –90 kg  | Christian Parlati | 11 – 01  | Li Kochman        | 3 – 2 |
| Femmes +70 kg  | Alice Bellandi    | 00 – 01  | Raz Hershko       | 3 – 3 |
| Femmes –70 kg  | Maria Centracchio | 00 – 10  | Gili Sharir       | 3 – 4 |
| Fiche du match |                   |          |                   |       |

| Catégorie      | Pays-Bas           | Résultat | Ouzbékistan          | Score |
| -------------- | ------------------ | -------- | -------------------- | ----- |
| Hommes +90 kg  | Henk Grol          | 00 – 10  | Bekmurod Oltiboev    | 0 – 1 |
| Femmes –57 kg  | Sanne Verhagen     | 10 – 00  | Diyora Keldiyorova   | 1 – 1 |
| Hommes –73 kg  | Tornike Tsjakadoea | 00 – 10  | Khikmatillokh Turaev | 1 – 2 |
| Femmes –70 kg  | Sanne van Dijke    | 00 – 10  | Gulnoza Matniyazova  | 1 – 3 |
| Hommes –90 kg  | Noël van't End     | 10 – 00  | Davlat Bobonov       | 2 – 3 |
| Femmes +70 kg  | Guusje Steenhuis   | 10 – 00  | Farangiz Khojieva    | 3 – 3 |
| Hommes +90 kg  | Henk Grol          | 10 – 00  | Bekmurod Oltiboev    | 4 – 3 |
| Fiche du match |                    |          |                      |       |

### Quarts de finale
| Catégorie      | Japon           | Résultat | Allemagne            | Score |
| -------------- | --------------- | -------- | -------------------- | ----- |
| Femmes -57 kg  | Uta Abe         | 00 – 10  | Theresa Stoll        | 0 – 1 |
| Hommes -73 kg  | Shohei Ono      | 00 – 01  | Igor Wandtke         | 0 – 2 |
| Femmes -70 kg  | Chizuru Arai    | 10 – 00  | Giovanna Scoccimarro | 1 – 2 |
| Hommes -90 kg  | Shoichiro Mukai | 01 – 00  | Eduard Trippel       | 2 – 2 |
| Femmes +70 kg  | Akira Sone      | 10 – 00  | Jasmin Grabowski     | 3 – 2 |
| Hommes +90 kg  | Aaron Wolf      | 01 – 00  | Johannes Frey        | 4 – 2 |
| Fiche du match |                 |          |                      |       |

| Catégorie      | ROC                   | Résultat | Mongolie                  | Score |
| -------------- | --------------------- | -------- | ------------------------- | ----- |
| Femmes -57 kg  | Daria Mezhetskaia     | 01 – 00  | Dorjsürengiin Sumiya      | 1 – 0 |
| Hommes -73 kg  | Musa Mogushkov        | 00 – 01  | Tsend-Ochiryn Tsogtbaatar | 1 – 1 |
| Femmes -70 kg  | Madina Taimazova      | 10 – 00  | Boldyn Gankhaich          | 2 – 1 |
| Hommes -90 kg  | Mikhail Igolnikov     | 01 – 10  | Saeid Mollaei             | 2 – 2 |
| Femmes +70 kg  | Aleksandra Babintseva | 10 – 00  | Otgony Mönkhtsetseg       | 3 – 2 |
| Hommes +90 kg  | Tamerlan Bashaev      | 01 – 00  | Ölziibayaryn Düürenbayar  | 4 – 2 |
| Fiche du match |                       |          |                           |       |

| Catégorie      | France               | Résultat | Israël            | Score |
| -------------- | -------------------- | -------- | ----------------- | ----- |
| Femmes -57 kg  | Sarah-Léonie Cysique | 01 – 11  | Timna Nelson-Levy | 0 – 1 |
| Hommes -73 kg  | Guillaume Chaine     | 01 – 00  | Tohar Butbul      | 1 – 1 |
| Femmes -70 kg  | Margaux Pinot        | 00 – 01  | Gili Sharir       | 1 – 2 |
| Hommes -90 kg  | Axel Clerget         | 00 – 10  | Li Kochman        | 1 – 3 |
| Femmes +70 kg  | Romane Dicko         | 10 – 00  | Raz Hershko       | 2 – 3 |
| Hommes +90 kg  | Teddy Riner          | 10 – 00  | Or Sasson         | 3 – 3 |
| Femmes -70 kg  | Margaux Pinot        | 10 – 00  | Gili Sharir       | 4 – 3 |
| Fiche du match |                      |          |                   |       |

| Catégorie      | Brésil          | Résultat | Pays-Bas           | Score |
| -------------- | --------------- | -------- | ------------------ | ----- |
| Femmes -57 kg  | Larissa Pimenta | 00 – 10  | Sanne Verhagen     | 0 – 1 |
| Hommes -73 kg  | Daniel Cargnin  | 01 – 00  | Tornike Tsjakadoea | 1 – 1 |
| Femmes -70 kg  | Maria Portela   | 00 – 10  | Sanne van Dijke    | 1 – 2 |
| Hommes -90 kg  | Rafael Macedo   | 00 – 01  | Noël van't End     | 1 – 3 |
| Femmes +70 kg  | Mayra Aguiar    | 10 – 00  | Guusje Steenhuis   | 2 – 3 |
| Hommes +90 kg  | Rafael Silva    | 00 – 10  | Henk Grol          | 2 – 4 |
| Fiche du match |                 |          |                    |       |

### Repêchages
| Catégorie      | Allemagne            | Résultat | Mongolie                  | Score |
| -------------- | -------------------- | -------- | ------------------------- | ----- |
| Hommes -73 kg  | Igor Wandtke         | 00 – 01  | Tsend-Ochiryn Tsogtbaatar | 0 – 1 |
| Femmes -70 kg  | Giovanna Scoccimarro | 10 – 00  | Boldyn Gankhaich          | 1 – 1 |
| Hommes -90 kg  | Eduard Trippel       | 00 – 01  | Saeid Mollaei             | 1 – 2 |
| Femmes +70 kg  | Jasmin Grabowski     | 10 – 00  | Otgony Mönkhtsetseg       | 2 – 2 |
| Hommes +90 kg  | Johannes Frey        | 10 – 00  | Ölziibayaryn Düürenbayar  | 3 – 2 |
| Femmes -57 kg  | Theresa Stoll        | 10 – 00  | Dorjsürengiin Sumiya      | 4 – 2 |
| Fiche du match |                      |          |                           |       |

| Catégorie      | Israël            | Résultat | Brésil              | Score |
| -------------- | ----------------- | -------- | ------------------- | ----- |
| Hommes -73 kg  | Tohar Butbul      | 10 – 00  | Eduardo Barbosa     | 1 – 0 |
| Femmes -70 kg  | Gili Sharir       | 00 – 10  | Maria Portela       | 1 – 1 |
| Hommes -90 kg  | Li Kochman        | 10 – 00  | Eduardo Yudy Santos | 2 – 1 |
| Femmes +70 kg  | Raz Hershko       | 00 – 10  | Mayra Aguiar        | 2 – 2 |
| Hommes +90 kg  | Peter Paltchik    | 10 – 00  | Rafael Buzacarini   | 3 – 2 |
| Femmes -57 kg  | Timna Nelson-Levy | 10 – 00  | Larissa Pimenta     | 4 – 2 |
| Fiche du match |                   |          |                     |       |

### Demi-finales
| Catégorie      | Japon           | Résultat | ROC                   | Score |
| -------------- | --------------- | -------- | --------------------- | ----- |
| Hommes -73 kg  | Shohei Ono      | 10 – 00  | Musa Mogushkov        | 1 – 0 |
| Femmes -70 kg  | Chizuru Arai    | 10 – 00  | Madina Taimazova      | 2 – 0 |
| Hommes -90 kg  | Shoichiro Mukai | 10 – 00  | Mikhail Igolnikov     | 3 – 0 |
| Femmes +70 kg  | Akira Sone      | 10 – 00  | Aleksandra Babintseva | 4 – 0 |
| Hommes +90 kg  | Aaron Wolf      | —        | Tamerlan Bashaev      | —     |
| Femmes -57 kg  | Tsukasa Yoshida | —        | Daria Mezhetskaia     | —     |
| Fiche du match |                 |          |                       |       |

| Catégorie      | France               | Résultat | Pays-Bas           | Score |
| -------------- | -------------------- | -------- | ------------------ | ----- |
| Hommes -73 kg  | Guillaume Chaine     | 10 – 00  | Tornike Tsjakadoea | 1 – 0 |
| Femmes -70 kg  | Clarisse Agbegnenou  | 01 – 00  | Sanne van Dijke    | 2 – 0 |
| Hommes -90 kg  | Axel Clerget         | 01 – 00  | Noël van't End     | 3 – 0 |
| Femmes +70 kg  | Romane Dicko         | 01 – 00  | Guusje Steenhuis   | 4 – 0 |
| Hommes +90 kg  | Teddy Riner          | —        | Michael Korrel     | —     |
| Femmes -57 kg  | Sarah-Léonie Cysique | —        | Sanne Verhagen     | —     |
| Fiche du match |                      |          |                    |       |

### Matchs pour la médaille de bronze
| Catégorie      | Allemagne            | Résultat | Pays-Bas           | Score |
| -------------- | -------------------- | -------- | ------------------ | ----- |
| Femmes -70 kg  | Giovanna Scoccimarro | 00 – 10  | Sanne van Dijke    | 0 – 1 |
| Hommes -90 kg  | Dominic Ressel       | 10 – 00  | Noël van't End     | 1 – 1 |
| Femmes +70 kg  | Anna-Maria Wagner    | 01 – 00  | Guusje Steenhuis   | 2 – 1 |
| Hommes +90 kg  | Karl-Richard Frey    | 00 – 10  | Henk Grol          | 2 – 2 |
| Femmes -57 kg  | Theresa Stoll        | 10 – 01  | Sanne Verhagen     | 3 – 2 |
| Hommes -73 kg  | Sebastian Seidl      | 10 – 00  | Tornike Tsjakadoea | 4 – 2 |
| Fiche du match |                      |          |                    |       |

| Catégorie      | Israël            | Résultat | ROC                   | Score |
| -------------- | ----------------- | -------- | --------------------- | ----- |
| Femmes -70 kg  | Gili Sharir       | 00 – 01  | Madina Taimazova      | 0 – 1 |
| Hommes -90 kg  | Sagi Muki         | 10 – 00  | Mikhail Igolnikov     | 1 – 1 |
| Femmes +70 kg  | Raz Hershko       | 10 – 00  | Aleksandra Babintseva | 2 – 1 |
| Hommes +90 kg  | Peter Paltchik    | 01 – 00  | Tamerlan Bashaev      | 3 – 1 |
| Femmes -57 kg  | Timna Nelson-Levy | 10 – 01  | Daria Mezhetskaia     | 4 – 1 |
| Hommes -73 kg  | Tohar Butbul      | —        | Musa Mogushkov        | —     |
| Fiche du match |                   |          |                       |       |

### Finale

#### Japon vs France
| Catégorie      | Japon           | Résultat | France               | Score |
| -------------- | --------------- | -------- | -------------------- | ----- |
| Femmes -70 kg  | Chizuru Arai    | 00 – 10  | Clarisse Agbegnenou  | 0 – 1 |
| Hommes -90 kg  | Shoichiro Mukai | 00 – 10  | Axel Clerget         | 0 – 2 |
| Femmes +70 kg  | Akira Sone      | 10 – 00  | Romane Dicko         | 1 – 2 |
| Hommes +90 kg  | Aaron Wolf      | 00 – 01  | Teddy Riner          | 1 – 3 |
| Femmes -57 kg  | Tsukasa Yoshida | 00 – 01  | Sarah-Léonie Cysique | 1 – 4 |
| Hommes -73 kg  | Shohei Ono      | —        | Guillaume Chaine     | —     |
| Fiche du match |                 |          |                      |       |